# Francisco Fernando Garzia
Francisco Fernando Garzia (Nápoles, 22 de septiembre de 1863- Buenos Aires, Argentina, 1917) fue un médico que emigró a la Argentina en 1888, donde ejerció su profesión y fundó dos sanatorios particulares.

## Actividad profesional
Estudió  en la Universidad de Nápoles, donde primero se licenció en ciencias naturales y en 1887 se doctoró con diploma de honor en medicina y cirugía. En la misma universidad fue asistente durante 1886 y 1887 de la cátedra oficial de Patología y Clínica Quirúrgica Propedeútica y aprobó el concurso para asistente de la cátedra de Obstetricia y Clínica Ginecológica. Viajó a Estados Unidos, donde visitó varias clínicas de ese país y luego viajó a Argentina, donde decidió radicarse a partir de septiembre de 1888. En octubre del mismo año aprobó su examen de reválida y el 14 de octubre de 1889 aprobó su tesis doctoral titulada “Las infecciones”, apadrinada por el Dr. Amancio Alcorta.
Instaló su consultorio particular y después de un breve lapso en que trabajó en el servicio de cirugía del Dr. Andrés Francisco Llovet fue designado médico inspector de la Dirección General de Correos y Teléfonos de la República Argentina. En 1891 fue nombrado por el rey Humberto I como “Caballero de la Corona de Italia por mérito profesional” y, años más tarde, fue hasta poco antes de su fallecimiento, el médico de la Legación Imperial Rusa en Buenos Aires. Garzia se postuló para un cargo docente en la Facultad de Medicina pero, según su versión, no fue aceptada su inscripción por su condición de extranjero.
Junto al Dr. Antonio F. Piñero intentó instalar una “clínica particular con una sección dermatosifilítica anexa” pero el director de Asistencia Pública Dr. Eugenio F. Ramírez le negó la autorización alegando, según la versión de Garzia, la posibilidad de que esa clínica entorpeciera las actividades del Hospital Británico. Más adelante organizó el Sanatorio Modelo, cuyo importante edificio ubicado en las calles Córdoba y Agüero fue inaugurado en 1909. Garzia tuvo a su cargo el proyecto y la dirección técnica de la construcción, y el establecimiento, que era explotado por una sociedad anónima, estaba a la vanguardia dentro de su tipo; tenía los principales adelantos de la época en cuanto a medicina, tales como laboratorio, servicio de obstetricia independiente, sección kinésica y sala de operaciones aséptica. El edificio fue nacionalizado décadas después y destinado, sucesivamente, a Instituto Nacional de Sordomudos, Instituto Nacional de la Nutrición e Instituto Nacional de Salud Mental.
Francisco Garzia se presentó en 1903 a concurso por el cargo de jefe del servicio de Urología, Dermatosifilografía y Cirugía infantil del Hospital Italiano pero por causas no esclarecidas el mismo fue declarado desierto. Ya en la década de 1920 Garzía fundó otro sanatorio con el nombre de “Sanatorium” en Lavalle 1672 de Buenos Aires, con instalaciones avanzadas que incluían salas de aplicación de radium y fue su director-propietario hasta su fallecimiento ocurrido en 1917.